# John Galsworthy

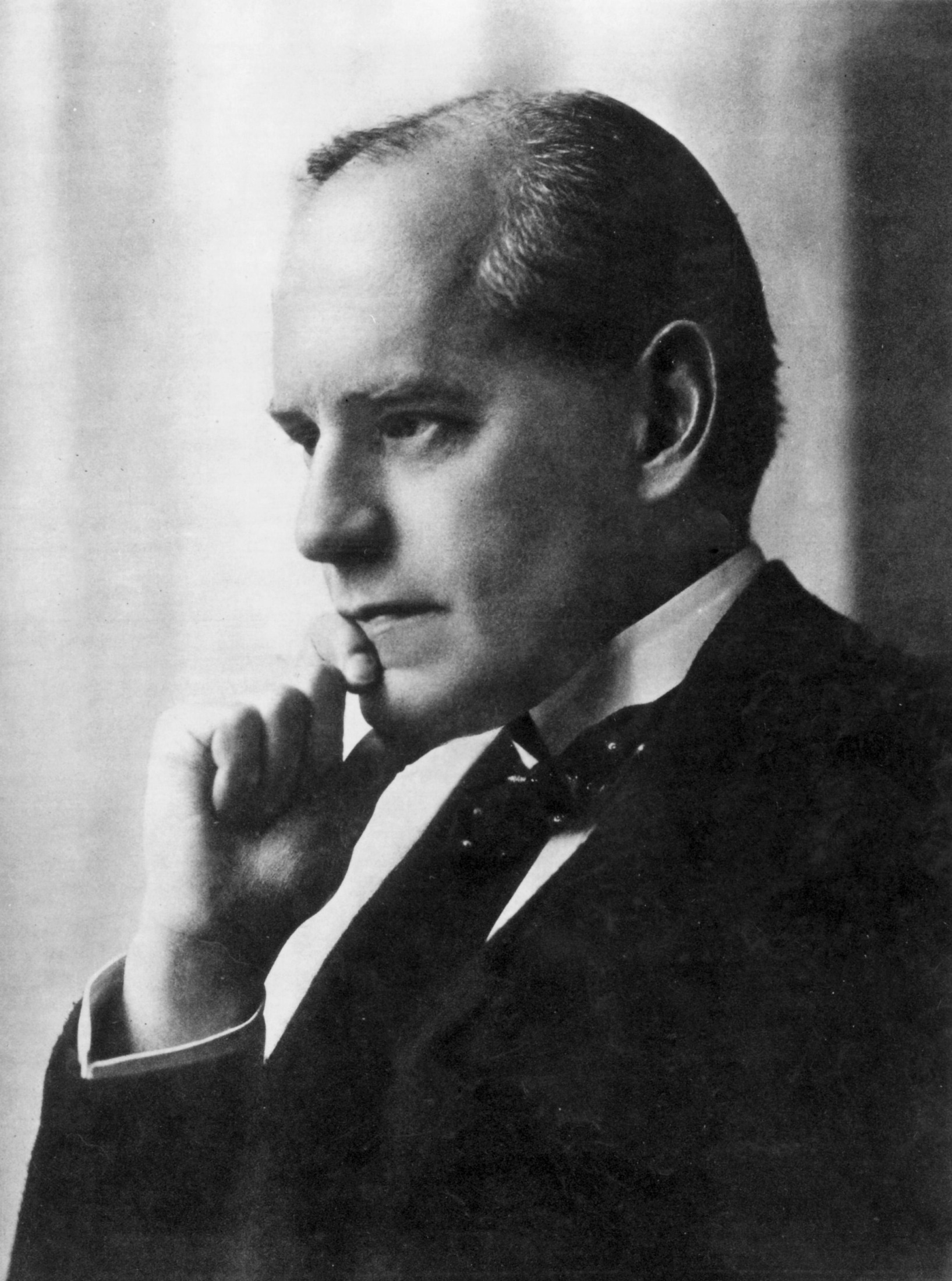
John Galsworthy

John Galsworthy OM (Kingston upon Thames, Anglaterra, 1867 - Londres, 1933) fou un novel·lista i dramaturg anglès. Fou guardonat amb el Premi Nobel de Literatura l'any 1932.

## Biografia
Va néixer el 14 d'agost del 1867 a la ciutat de Kingston Hill, població situada dins el districte de Kingston upon Thames al comtat de Surrey i que avui dia forma part del Gran Londres. Va estudiar a Harrow i la Universitat d'Oxford, on es va doctorar en dret l'any 1890, encara que mai va exercir la seva professió, ja que ben aviat va començar a escriure, potser a causa de la seva amistat amb Joseph Conrad.
Durant la Primera Guerra Mundial, va treballar en un hospital a França com a ordenança després d'haver realitzat el servei militar. L'any 1921, fou elegit president del club literari International PEN, i el 1929 fou nomenat membre de l'orde del Mèrit, després d'haver refusat el seu nomenament com a cavaller de l'Imperi britànic.
Galsworthy va morir el 31 de gener del 1933 d'un tumor al cervell a la seva residència de Londres.

## Obra literària
L'any 1899, va publicar la seva primera novel·la, Jocelyn, sota el pseudònim de «John Sinjohn». El 1906, va estrenar la seva primera obra teatral, The Silver Box (La caixa de plata), que va resultar un gran èxit, a la qual va seguir A Man of Property (El propietari), amb la qual va iniciar la famosa sèrie "La saga dels Forsyte", pensada inicialment per a 5 volums. En aquesta sèrie, es mostra tot un conjunt de situacions de la vida familiar de l'alta classe mitjana anglesa, tant de l'època victoriana com de la moderna. Va ampliar aquest cicle narratiu amb altres novel·les i relats curts dels mateixos caràcters i temes, entre els quals destaquen The White Monkey (El mico blanc, 1924), The Silver Spoon (La cullera de plata, 1926) i Swan Song (El cant del cigne, 1928).
Instal·lat a Sussex, va escriure moltes obres teatrals i novel·les, i es confirmà com un dels escriptors més prolífics del seu temps. El 1932, va ser guardonat amb el Premi Nobel de Literatura en reconeixement de la seva eminent força descriptiva que va tenir el seu màxim exponent amb "La saga dels Forsyte".

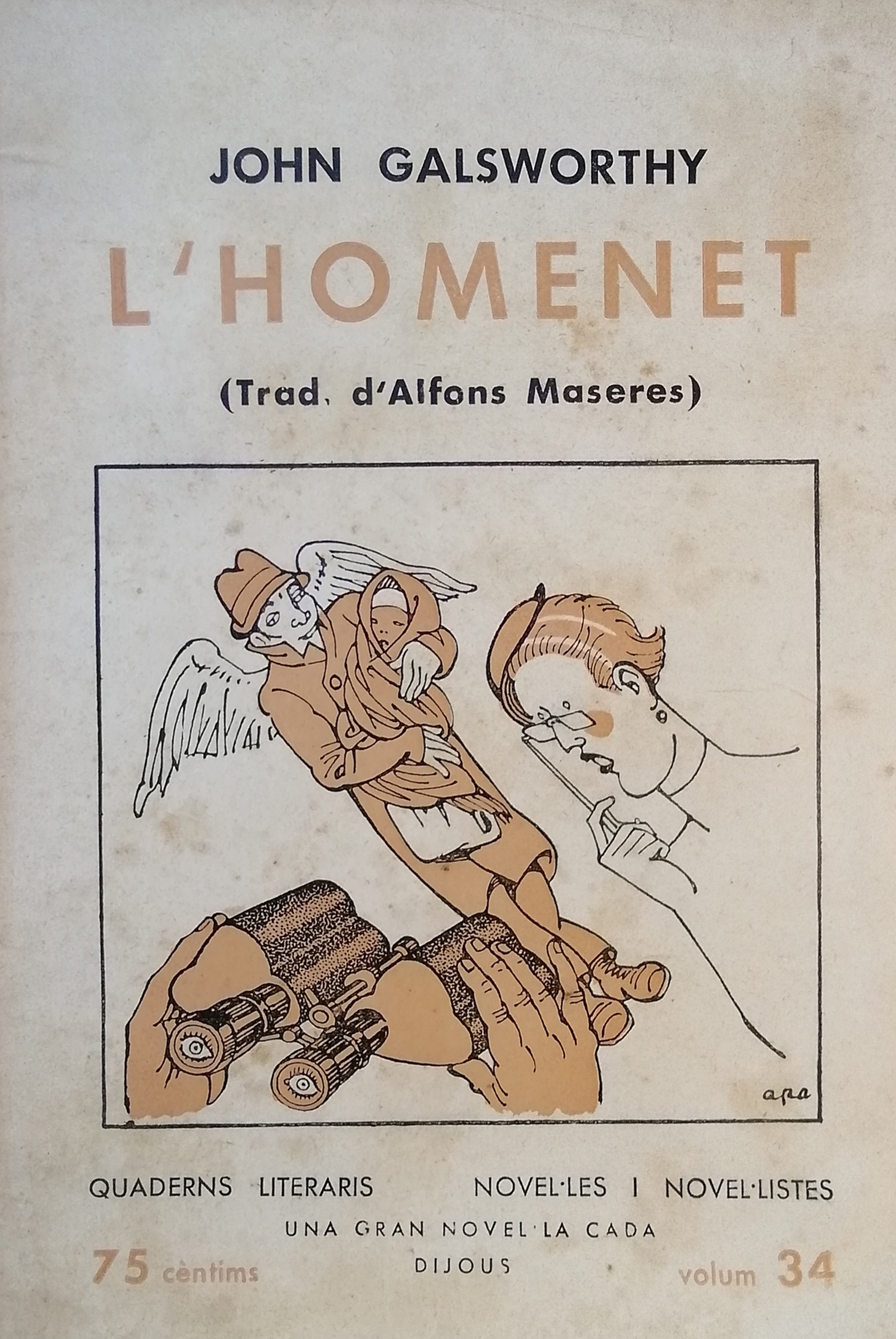
The Little Man (L'Homenet) de John Galsworthy, en una edició publicada a Barcelona traduïda al català per Alfons Maseres l'any 1934 dins la col·lecció Quaderns Literaris

## Obra seleccionada
- 1897: From The Four Winds, com a John Sinjohn
- 1898: Jocelyn, com a John Sinjohn
- 1900: Villa Rubein, com a John Sinjohn
- 1901: A Man Of Devon, com a John Sinjohn
- 1904: The Island Pharisees
- 1906: The Silver Box
- 1906-1921: The Forsyte Saga
  - 1906: The Man Of Property
  - 1918: (interlude) Indian Summer of a Forsyte
  - 1920: In Chancery
  - 1920: (interlude) Awakening
  - 1921: To Let
- 1907: The Country House
- 1908: A Commentary
- 1909: Fraternity
- 1909: A Justification For The Censorship Of Plays
- 1909: Strife
- 1909: Joy
- 1910: Justice
- 1910: A Motley
- 1910: The Spirit Of Punishment
- 1910: Horses In Mines
- 1911: The Patrician
- 1911: The Little Dream
- 1912: The Pigeon
- 1912: The Eldest Son
- 1912: Moods, Songs, And Doggerels
- 1912: For Love Of Beasts
- 1912: The Inn Of Tranquillity
- 1913: The Dark Flower
- 1913: The Fugitive
- 1914: The Mob
- 1915: The Freelands
- 1915: The Little Man
- 1915: A Bit's Love
- 1916: A Sheaf
- 1916: The Apple Tree
- 1917: Beyond
- 1918: Five Tales
- 1919: Saint's Progress
- 1920: The Foundations
- 1920: In Chancery
- 1920: Awakening
- 1920: The Skin Game
- 1920: To Let
- 1922: A Family Man
- 1922: The Little Man
- 1922: Loyalties
- 1922: Windows
- 1923: Captures
- 1924: Abracadabra
- 1924: The Forest
- 1924: Old English
- 1925: The Show
- 1926: Escape
- 1926: Verses New And Old
- 1927: Castles In Spain
- 1924-1928: A Modern Comedy
  - 1924: The White Monkey
  - 1927: (Interlude) a Silent Wooing
  - 1926: The Silver Spoon
  - 1927: (Interlude) Passers By
  - 1928: Swan Song
- 1927: Two Forsyte Interludes
- 1923-1926: The Manaton Edition, 30 volums
- 1929: Exiled
- 1929: The Roof
- 1930: On Forsyte Change
- 1930: Two Essays On Conrad
- 1930: Soames And The Flag
- 1931: The Creation Of Character In Literature
- 1931: Maid In Waiting
- 1932: Forty Poems
- 1932: Flowering Wilderness
- 1933:Over the River
- 1933: Autobiographical Letters Of Galsworthy: A Correspondence With Frank Harris
- 1927-1934: The Grove Edition, 27 volums
- 1934: Collected Poems
- 1931-1933: End Of the Chapter, obra pòstuma
  - 1931: Maid In Waiting
  - 1932: Flowering Wilderness
  - 1933: One More River o Over the River
- 1935: Punch And Go, obra pòstuma
- 1935: The Life And Letters, obra pòstuma
- 1935: The Winter Garden, obra postuma
- 1935: Forsytes, Pendyces And Others, obra pòstuma
- 1935: Selected Short Stories, obra pòstuma
- 1937: Glimpses And Reflections, obra pòstuma
- 1968: Galsworthy's Letters To Leon Lion
- 1970: Letters From John Galsworthy 1900-1932